# Новоолександрівка (Чугуївський район)
Новоолександрівка — село (до 2011 — селище) в Україні, у Вовчанській міській громаді Чугуївського району Харківської області. Населення становить 1029 осіб.

## Географія
Село Новоолександрівка розташоване на правому березі річки Хотімля, поряд з селищем проходять залізниця, пасажирський залізничний зупинний пункт Бакшеївка та автошлях територіального значення  Т 2104. Селищем тече пересихаючий струмок з кількома загатами, за 3 км вище по течії — колишнє село Вільне.

## Історія
Село засноване 1675 року.
У 1919 році утворена Новоолександрівська сільська рада.
12 червня 2020 року Новоолександрівська сільська рада, якій підпорядковувалося село, об'єднана з Вовчанською міською громадою.
19 липня 2020 року, в результаті адміністративно-територіальної реформи та ліквідації Вовчанського району, село увійшло до складу Чугуївського району.